# بی‌ان‌آر
بی‌ان‌آر (انگلیسی: Bergen Nordhordland Rutelag) شرکت کشتیرانی نروژی است، که در سال ۱۹۷۴ تأسیس شد.